# Metatarsalgia
La metatarsalgia es el dolor de los metatarsos, generalmente a nivel de su epífisis o cabeza proximal.
En ocasiones es tratada durante años mediante automedicación, cuando en realidad suele requerir tratamiento ortopédico (plantillas individualizadas) pues la causa más común y muy frecuente es el pie cavo.[cita requerida]